# Mario Osbén
Mario Osbén (Chiguayante, 14 de julho de 1950 – Concepción, 7 de fevereiro de 2021) foi um futebolista chileno.

## Carreira
Osbén jogou no Unión Española, com o qual conquistou a primeira divisão de 1977. Também atuou no Colo-Colo, onde ganhou dois campeonatos nacionais em 1981 e 1983, e duas Copas do Chile em 1981 e 1982.
Competiu na Copa América de 1979 com a seleção do seu país que ficou na segunda colocação do torneio. Disputou a Copa do Mundo FIFA de 1982, sediada na Espanha. Foi novamente vice-campeão da competição continental em 1987.

## Morte
Osbén morreu em 7 de fevereiro de 2021 no Hospital Regional de Concepción, aos 70 anos de idade, devido a um infarto agudo do miocárdio.